# Geografía del poblamiento

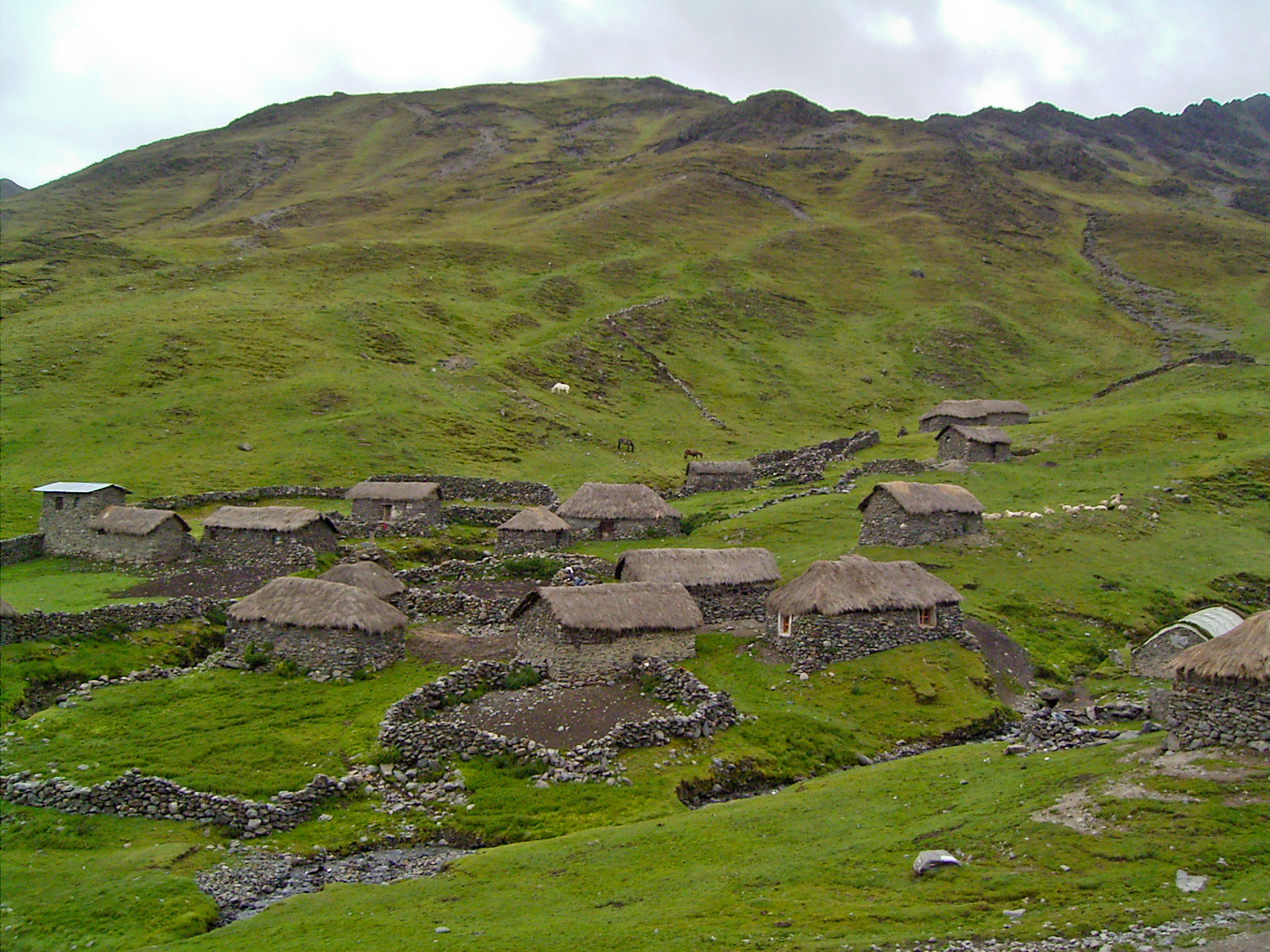
Asentamiento rural de los Q'ero en los Andes.

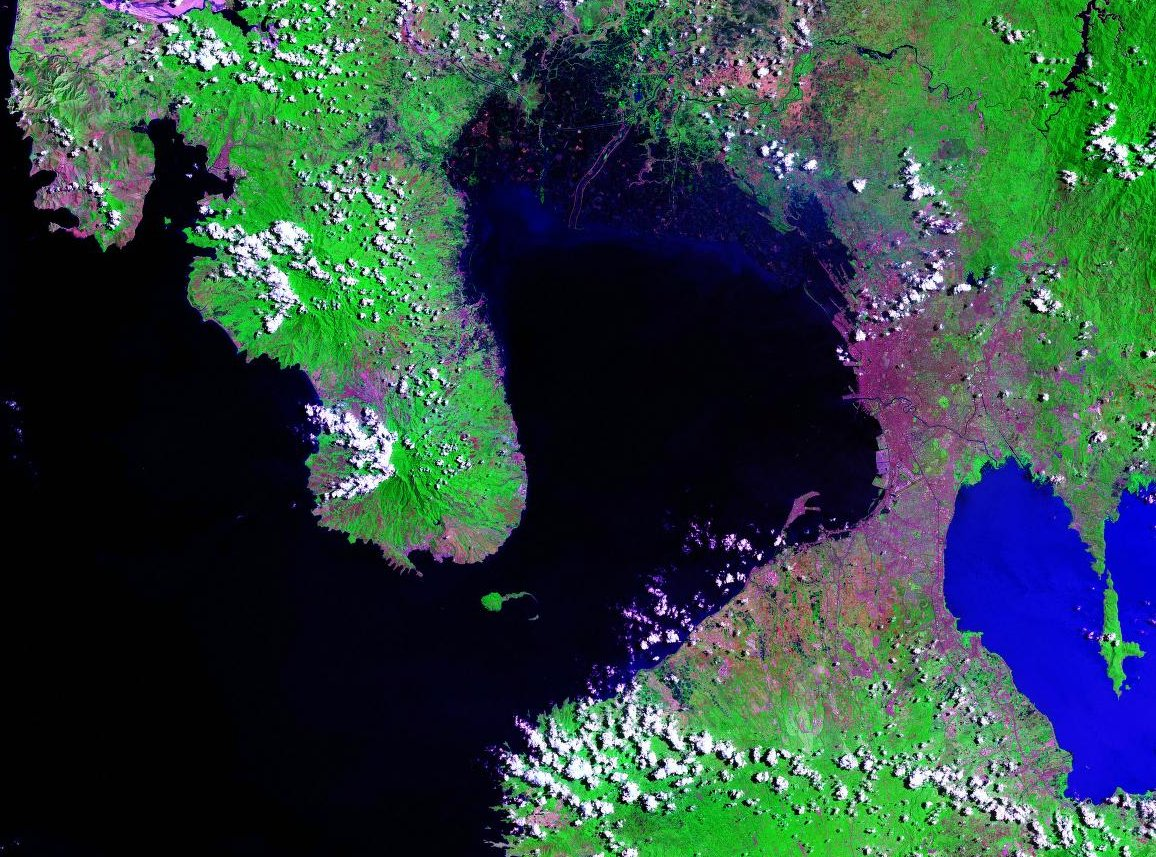
Imagen LandSat de la bahía de Manila, un área de asentamiento metropolitano muy concentrado (en magenta).

La Geografía del poblamiento representa una tradicional subdisciplina de la Geografía y, específicamente, de la Geografía de la población, que investiga la estructura y forma del área de asentamiento humano, así como los procesos de poblamiento que producen el paisaje cultural.  En la actualidad es un componente principal en los estudios de Geografía rural y Geografía urbana.

## Análisis del concepto
El término poblamiento se refiere al proceso de establecimiento o asentamiento en un lugar o área determinado, por parte de individuos o grupos humanos procedentes de otras partes. Constituye el resultado final del proceso de emigración con el establecimiento de los emigrantes en el lugar de inmigración. Sin embargo, el término poblamiento tiene una acepción más precisa que la señalada, ya que el proceso final de la emigración con el establecimiento de los emigrantes en el lugar de inmigración no hace diferencia del proceso de poblamiento con el proceso de migración. En realidad, la definición de poblamiento que ofrece el Diccionario de la Real Academia Española es bastante escueta y hasta ambigua. En su primera acepción define el término como Acción y efecto de poblar (). Y en la segunda, presentada como un término de Geografía, señala que es un "Proceso de asentamiento de un grupo humano en las diversas regiones de la Tierra". Ello significa que la acción del poblamiento es la emigración a otros lugares, mientras que el efecto de dicho poblamiento es el asentamiento en otros lugares que, generalmente son espacios despoblados donde se va a desarrollar, por lo general, una política de tipo económico, bien sea de carácter agropecuario (también llamado colonización agrícola), urbano (Ciudad Guayana, Brasilia y muchos otros ejemplos), estratégico (Gibraltar, Cartagena (España), algunas ciudades de la Liga Hanseática) o industrial (Irkutsk, Novosibirsk, etc.). Esta es, como señala el Diccionario de la RAE, la definición de poblamiento en lo que se conoce como Geografía del poblamiento.

## Asentamientos rurales
En el mundo rural distinguimos varios tipos de poblamiento como son el concentrado y el disperso, así como diversos casos.
- El poblamiento concentrado es el agrupamiento de las viviendas de la aldea en un lugar en concreto, dejando el resto para que pueda ser cultivado.
- En el poblamiento disperso, la población vive en casas aisladas, separadas entre sí. En algunos países se habla de población diseminada.
- El poblamiento por etapas, definido por E. G. Ravenstein ([3]), podría considerarse como una mezcla de los otros dos.

El salto de un poblamiento rural a uno urbano (ciudad) se produce cuando, por diversos motivos, se llegan a sustituir casi todas las funciones relacionadas con las actividades primarias (agricultura, ganadería, silvicultura, etc.) por otras actividades secundarias (industria, artesanía, etc.) o terciarias (comercio, servicios, transporte, etc.). Ello no suele ser muy frecuente ya que lo que predomina es el proceso inverso que se denomina éxodo rural, proceso que significa la progresiva llegada de población venida de asentamientos rurales a los centros poblados más importantes de tipo urbano, con lo cual también aumentan las actividades netamente urbanas y suele aumentar la despoblación del medio rural, favorecida por el aumento del tamaño de la propiedad y con la mecanización del campo.
Estas ideas están desarrolladas en el libro de Ester Boserup quien señala que con el aumento de la población y de la producción agrícola, la concentración de la población en centros urbanos resulta prácticamente inevitable. Así, Boserup señala que el cambio tecnológico de la agricultura se produce al llegar a un punto crítico la tasa de densidad demográfica con lo cual, no solo aumenta la concentración demográfica en las ciudades, sino que se modifica también la situación en el campo con el desarrollo técnico, el aumento de la producción y, sobre todo, la diversificación de la economía, con el inicio y crecimiento de empresas industriales y de servicios.

## Asentamientos urbanos
El mayor grado de concentración de la población se encuentra en las ciudades o áreas urbanas. Se trata de un proceso progresivo, cuando las condiciones o nivel de recursos de la zona resultan favorables para dicho crecimiento. Una característica del poblamiento urbano europeo es su elevada densidad de ciudades, con gran abundancia de núcleos urbano de tamaño medio y pequeño. Esta estructura urbana, con una distancia media de 16 km entre ciudades de más de 10 000 habitantes, difiere notoriamente de la existente en el resto de continentes: en Asia, con una densidad de población similar, la distancia media es de 29 km, mientras que en América del Norte, con una tasa de urbanización ligeramente inferior, la distancia entre ciudades se triplica (48 km) como consecuencia de la abundancia de grandes aglomeraciones.